# J.J. Dossen Memorial Hospital
Das J.J. Dossen Memorial Hospital in Harper ist ein staatliches Krankenhaus im westafrikanischen Staat Liberia.
Es liegt malerisch am südöstlichen Stadtrand mit einem Ausblick zum Atlantik und dem Cape Palmas Lighthouse.
Das Hospital wurde nach James Jenkins Dossen (1866–1924), einem liberianischen Politiker und Vizepräsidenten benannt. Der Gebäudekomplex wurde 1958 von einer deutschen Baufirma errichtet und 1960 eingeweiht.
Das Hospital verfügt über etwa 90 Betten und ist seit dem Ende des Bürgerkrieges das einzige Zentrum der Gesundheitsversorgung im Maryland County und zugleich das letzte noch in Betrieb befindliche Krankenhaus im Osten von Liberia.
Das Hospitalgebäude ist in einem stark sanierungsbedürftigen Zustand, die Arbeitsbedingungen und Anforderungen sind wegen fehlender materieller Voraussetzungen extrem, auch ist die Einrichtung personell unterversorgt, es gibt nur wenige einheimische Ärzte, Techniker, Krankenschwestern und ausgebildete Krankenpfleger. Das medizinische Personal wird seit 2002 durch die Hilfsorganisation Médecins Sans Frontières und deren liberianischen Zweig Merlin Liberia unterstützt.